# Adana

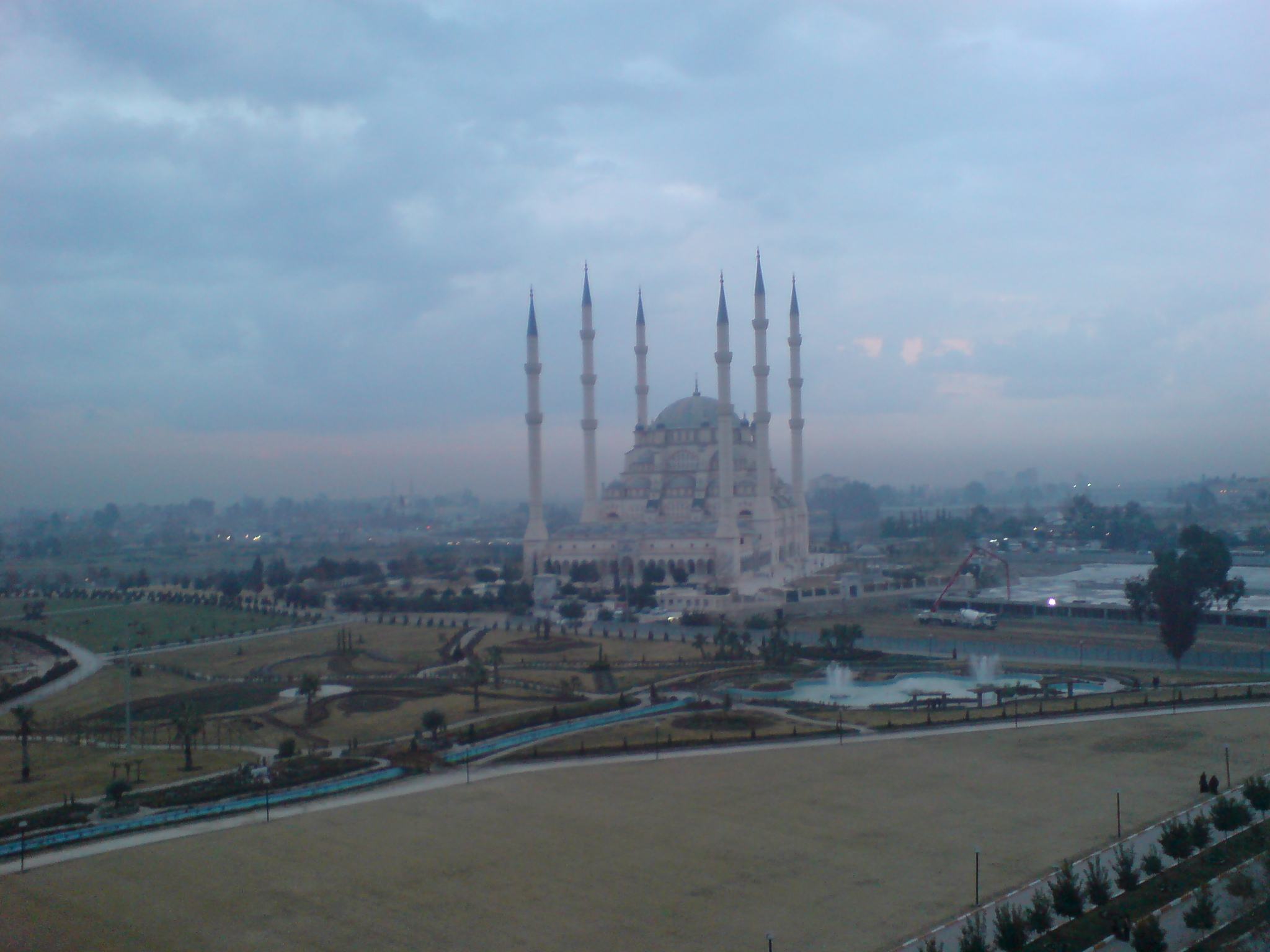
Sabancımoskén i Adana.

Adana är en stad i Turkiet, belägen vid floden Seyhan i södra Turkiet. Det är ett av landets största städer (alternativt omnämnd som fjärde eller femte) och huvudstad i provinsen med samma namn. Storstadskommunen administrerade fem distrikt med totalt 1 662 520 invånare i slutet av 2011, varav 1 609 790 invånare då bodde i själva centralorten.
I stadens närhet produceras bland annat bomull, spannmål, sockerrör och citrusfrukter. NATO har en flygbas 12 kilometer utanför staden. Adana har ett rikt kulturliv med många museer och teatrar.

## Historia
Adana grundades av troligtvis av hettiterna på 1400-talet f.Kr. Staden kom i romersk och senare bysantinsk ägo tills den på 600-talet e.Kr. erövrades av araber. Under 700-talet återuppbyggdes staden av kalif Harun al-Rashid efter en tid av förfall. År 1516 erövrades staden av det Osmanska riket. Mellan 1832 och 1840 kontrollerades den av Muhammed Ali av Egypten. 
I april 1909 inträffade här en massaker på 30 000 armenier. Händelseförloppet brukar benämnas Adanamassakern. Inom ramen för det Armeniska folkmordet 1915, liksom även 1920, blev armenier i vida större antal mördade och slutgiltigt fördrivna från Kilikien.

## Administrativ indelning
Storstadskommunen, Adana Büyükşehir Belediyesi, består av fem distrikt:
- Çukurova
- Karaisalı
- Sarıçam
- Seyhan
- Yüreğir

Karaisalı är ett i huvudsak landsbygdspräglat distrikt som ligger nordväst om, och en bit ifrån, centrala Adana. De resterande fyra distrikten omfattar centrala Adana med närmaste omgivning. 